# Варочный котёл (целлюлозно-бумажное производство)
Ва́рочный котёл — сосуд применяемый в целлюлозно-бумажном производстве для получения целлюлозной массы.

## Способ применения
В варочный котёл загружают измельчённую древесину (технологическую щепу) или иное волокнистое сырьё растительного происхождения, которое затем подвергают химическому разложению на целлюлозу и лигнин при высокой температуре (130—180°С) и давлении (1,1 — 1,3МПа).

## Конструкция
Различают варочные котлы для периодической и непрерывной варки.
К последним относятся варочные установки типов «Камюр», «Пандия» и установки других типов.
Ввиду высокой химической агрессивности внутренней среды варочные котлы выполняют двухслойными (биметаллическими).
Внешний слой является несущим и изготавливается из обычных конструкционных сталей.
Внутренний слой необходим для защиты внешнего слоя от химической коррозии и изготавливается из высоколегированных сталей, раньше внутренний слой иногда выкладывался из химически стойкого кирпича.